# Железнодорожное (Костанайская область)
Железнодорожное (каз. Железнодорожный) — село в Карасуском районе Костанайской области Казахстана. Административный центр Железнодорожного сельского округа. Находится примерно в 63 км к югу от районного центра, села Карасу. Код КАТО — 395243100.

## Население
В 1999 году население села составляло 1697 человек (822 мужчины и 875 женщин). По данным переписи 2009 года, в селе проживало 1708 человек (837 мужчин и 871 женщина).